# Teoria dei ruoli
La teoria dei ruoli è una prospettiva della sociologia e della psicologia sociale che considera la maggior parte delle attività quotidiane come l'espressione di categorie socialmente definite (ad esempio, madre, manager, insegnante). Ogni ruolo è un insieme di diritti, doveri, aspettative, norme e comportamenti che una persona deve affrontare e soddisfare. Il modello si basa sull'osservazione che le persone si comportano in modo prevedibile e che il comportamento di un individuo è specifico del contesto, in base alla posizione sociale e ad altri fattori. Il teatro è una metafora usata spesso per descrivere la teoria del ruolo.
Sebbene il termine "ruolo" (dal latino rotulus) esista da secoli come concetto sociologico nelle lingue europee, il termine è circolato solo dagli anni '20 e '30. Divenne più prominente nel dibattito sociologico attraverso le opere teoriche di George Herbert Mead, Jacob Levi Moreno, Talcott Parsons e Ralph Linton. Due dei concetti di Mead - la mente e il sé - sono i precursori della teoria dei ruoli.
All'interno della prospettiva generale della tradizione teorica, ci sono molti "tipi" di teoria dei ruoli. La teoria postula le seguenti assunzioni sul comportamento sociale:
- La divisione del lavoro nella società assume la forma dell'interazione tra posizioni specializzate eterogenee che chiamiamo ruoli;
- I ruoli sociali includono forme di comportamento "appropriate" e "permesse", guidate da norme sociali, che sono comunemente note e quindi determinano le aspettative;
- I ruoli sono occupati da individui, chiamati "attori";
- Quando le persone approvano un ruolo sociale (cioè, considerano il ruolo "legittimo" e "costruttivo"), incorreranno in costi per conformarsi alle norme di ruolo e anche per sanzionare coloro che violano le norme di ruolo;
- Le mutate condizioni possono rendere obsoleto o illegittimo un ruolo sociale, nel qual caso le pressioni sociali potrebbero portare a un cambiamento di ruolo;
- L'anticipazione di ricompense e punizioni, così come la soddisfazione di comportarsi in modo prosociale, spiegano perché gli agenti si conformano ai requisiti dei ruoli.

In termini di differenze tra la teoria dei ruoli, da una parte c'è una prospettiva più funzionale, che può essere contrapposta all'approccio più microsociologico della tradizione dell'interazionismo simbolico. Questo tipo di teoria dei ruoli determina quanto le azioni degli individui siano strettamente correlate alla società, così come quanto può essere empiricamente verificabile una particolare prospettiva della teoria dei ruoli.
Un'intuizione chiave di questa teoria è che il conflitto di ruolo si verifica quando ci si aspetta che una persona svolga contemporaneamente più ruoli che portano aspettative contraddittorie.
Un punto debole della teoria dei ruoli è invece la difficoltà nel descrivere e spiegare il comportamento deviante.

## Concetti generali
Esiste un dibattito sostanziale sul significato del "ruolo" nella teoria dei ruoli. Un ruolo può essere definito come una posizione sociale, un comportamento associato a una posizione sociale o un comportamento tipico. Alcuni teorici hanno avanzato l'idea che i ruoli sono essenzialmente aspettative su come un individuo dovrebbe comportarsi in una determinata situazione, mentre altri considerano il modo in cui gli individui si comportano effettivamente in una determinata posizione sociale. Altri hanno suggerito che un ruolo è un comportamento caratteristico o un comportamento previsto, una parte da interpretare o una sceneggiatura per la condotta sociale.
In sociologia ci sono diverse categorie di ruoli sociali:
1. ruoli culturali (ad es. sacerdote)
2. ruoli dati dalla differenziazione sociale: ad es. insegnante, tassista
3. ruoli situazione-specifici: ad es. testimone oculare
4. ruoli bio-sociologici: ad es. essere umano in un sistema naturale
5. ruoli di genere: come uomo, donna, madre, padre, ecc.

Nella loro vita le persone affrontano ruoli sociali diversi, e a volte devono affrontare ruoli diversi contemporaneamente in diverse situazioni sociali. C'è un'evoluzione dei ruoli sociali: alcuni scompaiono e alcuni si sviluppano. Il comportamento del ruolo è influenzato dai seguenti aspetti:
1. Le norme, che determinano una situazione sociale.
2. Le aspettative interne ed esterne collegate a un ruolo sociale.
3. Le sanzioni sociali (punizione e ricompensa), usate per influenzare il comportamento dei ruoli.

Questi tre aspetti sono usati per valutare il proprio comportamento e il comportamento di altre persone. Heinrich Popitz definisce i ruoli sociali come norme di comportamento che un particolare gruppo sociale deve seguire. Le norme di comportamento sono un insieme di comportamenti che sono diventati tipici tra i membri del gruppo; in caso di deviazione dalla norma, seguono le sanzioni negative.